# 937

## Nașteri
- Rozala de Italia, fiica regelui Berengar al II-lea de Italia (d. 1003)

## Decese
- 14 iulie: Arnulf de Bavaria, duce de Bavaria din 907 (n. ?)

- 3 decembrie: Siegfried de Merseburg, conte și margraf de Merseburg (n. ?)